# George Roux
George Roux, pe numele său real Alexandre-Georges Roux, (n. 5 aprilie 1853, Ganges, Languedoc-Roussillon, Franța – d. 29 ianuarie 1929, Versailles, Seine-et-Oise, Franța) a fost un ilustrator și pictor francez. El a fost îndrumat la început de Jean-Paul Laurens.
El a expus la Salonul Artiștilor Francezi din 1880. Lucrările sale artistice cele mai cunoscute sunt ilustrațiile în număr mare pe care le-a realizat pentru romanele lui Jules Verne, din colecția Les voyages extraordinaires. El a fost al doilea cel mai prolific ilustrator al romanelor lui Verne, după Léon Benett, realizând ilustrațiile pentru 22 cărți din edițiile originale ale operelor lui Jules Verne editate de Pierre-Jules Hetzel. Prima dintre ele a fost Epava "Cynthiei" (1885) și ultima a fost Uimitoarea aventură a misiunii Barsac (1919).
A mai ilustrat Comoara din insulă de Robert Louis Stevenson, Roi de Camargue de Jean Aicard, Taillevent de Ferdinand Fabre, etc.

## Imagini

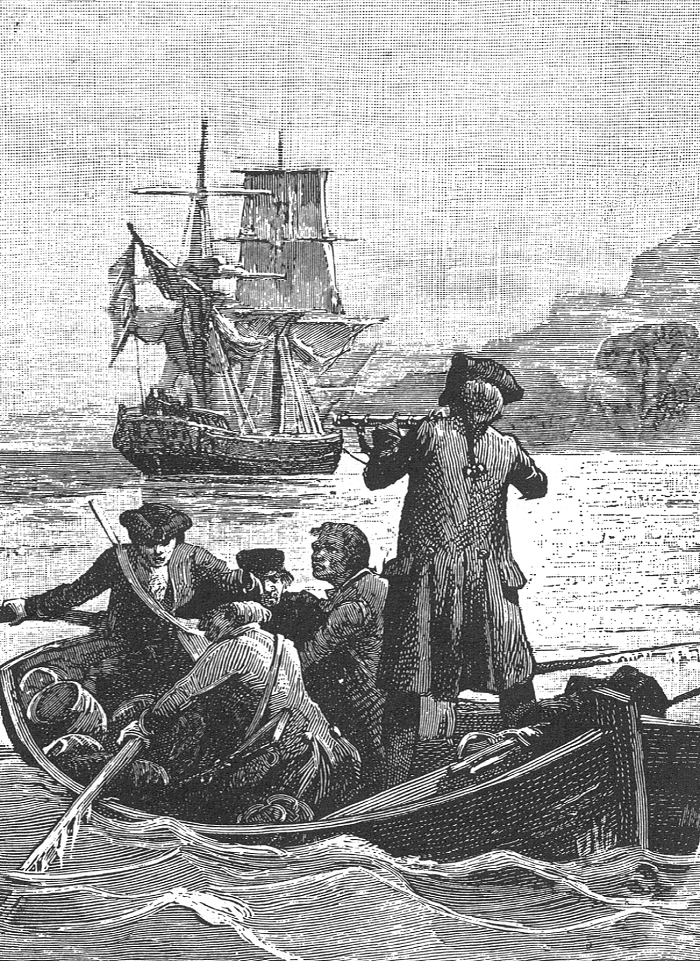
Ilustraţie pentru ediţia din 1885 a Comorii din insulă de Robert Louis Stevenson
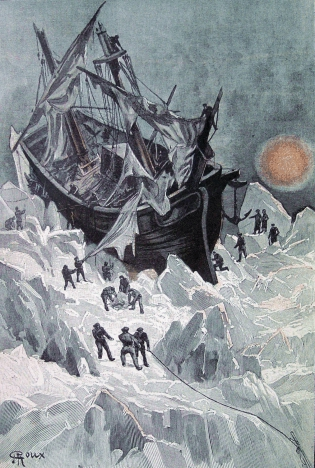
Ilustraţie pentru Sfinxul gheţarilor de Jules Verne
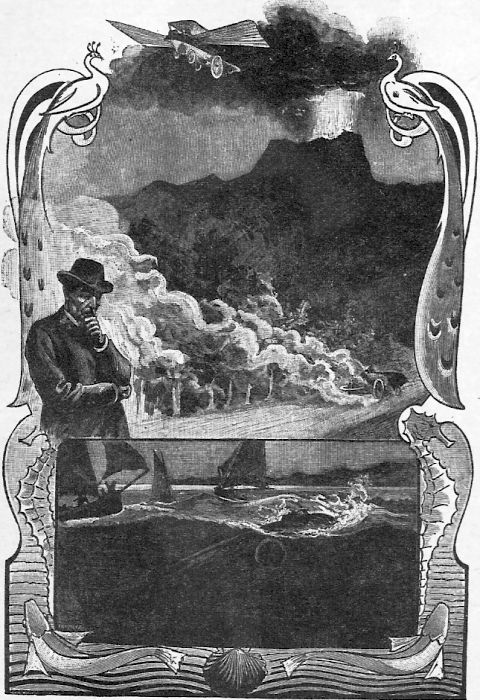
Ilustraţie a lui Roux pentru romanul Stăpânul lumii (1903) al lui Jules Verne

## Legături externe
- Evans, Arthur B. (1998). „The Illustrators of Jules Verne's Voyages Extraordinaires”. Science-Fiction Studies (în engleză). DePauw University. Vol. 25, Partea a II-a: 241–70. Arhivat din original la 10 octombrie 2013. Accesat în 16 iulie 2010.
- Galerie de ilustrații ale colecției "Voyages Extraordinaires", compilată de revista Science-Fiction Studies.